# Engoulevent des Salomon
Eurostopodus nigripennis
Espèce
Statut de conservation UICN

 VU C2a(i) : Vulnérable
L'Engoulevent des Salomon (Eurostopodus nigripennis) est une espèce d'oiseaux de la famille des Caprimulgidae, autrefois considérée comme une sous-espèce de l'Engoulevent moustac (E. mystacalis).

## Répartition
Cette espèce est endémique des Salomon.